# Phyllodromica nadigi
Phyllodromica nadigi es una especie de cucaracha del género Phyllodromica, familia Ectobiidae. Fue descrita científicamente por Harz en 1976.
Habita en Italia.